# Зекірх
Зекірх (нім. Seekirch) — громада в Німеччині, знаходиться в землі Баден-Вюртемберг. Підпорядковується адміністративному округу Тюбінген. Входить до складу району Біберах.
Площа — 5,77 км2. Населення становить 298 ос. (станом на 31 грудня 2020).